# 丹尼·格思里
丹尼爾·桑恩·"丹尼"·古費爾（英語：Daniel Sean "Danny" Guthrie，1987年4月18日—），是一名英格蘭足球運動員，擔任中場，出身利物浦青訓系統，目前效力英乙球會華素爾。

## 生平
早年
古費爾年幼時是曼聯青訓計劃的一員，但15歲時被曼聯放棄，其後加盟了曼聯的宿敵利物浦的青年隊。古費爾成長迅速，很快就提升至預備組與一隊球員訓練，更曾為預備隊的隊長。
利物浦
在2006年暑假，在對域斯咸的季前熱身賽中，古費爾首次代表利物浦一隊上陣，擔任左中場。之後他在英格蘭聯賽盃比賽中進入參賽名單，在2006年10月25日對雷丁的賽事中獲上場機會，於62分鐘替上施素高。
紐卡素
2008年7月，古斯里从博尔顿租借一年期满返回利物浦后，以250万英镑的价格转会至纽卡斯尔联，并和新俱乐部签订了一份4年的合同。

## 外部連結
- 足球数据库：古費爾的球员统计数据
- 英超官網 古費爾資料
- 利物浦官方網頁 古費爾資料
- LFCHistory.net 古費爾資料（页面存档备份，存于）
- 利物浦官方網頁 古費爾訪問